# Чемпионат мира по боксу 2015
18-й чемпионат мира по боксу среди любителей проходил с 5 по 15 октября 2015 года в столице Катара Дохе. Чемпионат мира 2015 года являлся отборочным турниром во всех мужских категориях для выступления на боксёрском турнире летних Олимпийских игр 2016 года в Рио-де-Жанейро (всего в Дохе было разыграно 23 олимпийские лицензии — от 1 до 3 в каждой категории). Официальным символом чемпионата был выбран лис Маджед.

## Выбор города
На право проведения чемпионата мира по боксу в 2015 году претендовало изначально пять стран: Россия, Катар, Вануату, Таиланд и Венесуэла. На сессии Международной боксёрской федерации 17 июля 2013 года этой чести удостоился Катар. В решающем раунде голосования Доха опередила столицу Таиланда Бангкок.

## Медалисты
Зелёным выделены чемпионы мира 2013 года в тех же категориях
| Весовая категория | Золото                       | Серебро                          | Бронза                           |
| ----------------- | ---------------------------- | -------------------------------- | -------------------------------- |
| до 49 кг          | Хоанис Архилагос Куба        | Василий Егоров Россия            | Дмитрий Замотаев Украина         |
| до 49 кг          | Хоанис Архилагос Куба        | Василий Егоров Россия            | Рохен Ладон Филиппины            |
| до 52 кг          | Эльвин Мамишзаде Азербайджан | Йосвани Вейтия Куба              | Мохамед Флисси Алжир             |
| до 52 кг          | Эльвин Мамишзаде Азербайджан | Йосвани Вейтия Куба              | Ху Цзяньгуань Китай              |
| до 56 кг          | Майкл Конлан Ирландия        | Муроджон Ахмадалиев Узбекистан   | Дмитрий Асанов Беларусь          |
| до 56 кг          | Майкл Конлан Ирландия        | Муроджон Ахмадалиев Узбекистан   | Шива Тхапа Индия                 |
| до 60 кг          | Ласаро Альварес Куба         | Альберт Селимов Азербайджан      | Робсон Консейсан Бразилия        |
| до 60 кг          | Ласаро Альварес Куба         | Альберт Селимов Азербайджан      | Элнур Абдураимов Узбекистан      |
| до 64 кг          | Виталий Дунайцев Россия      | Фазлиддин Гаибназаров Узбекистан | Ясниэль Толедо Куба              |
| до 64 кг          | Виталий Дунайцев Россия      | Фазлиддин Гаибназаров Узбекистан | Вуттичай Масук Таиланд           |
| до 69 кг          | Мохаммед Рабии Марокко       | Данияр Елеусинов Казахстан       | Лю Вэй Китай                     |
| до 69 кг          | Мохаммед Рабии Марокко       | Данияр Елеусинов Казахстан       | Парвиз Багиров Азербайджан       |
| до 75 кг          | Арлен Лопес Куба             | Бектемир Меликузиев Узбекистан   | Хуссейн Бакр Абдин Хосам Египет  |
| до 75 кг          | Арлен Лопес Куба             | Бектемир Меликузиев Узбекистан   | Майкл О’Райли Ирландия           |
| до 81 кг          | Хулио Сесар ла Крус Куба     | Джо Уорд Ирландия                | Павел Силягин Россия             |
| до 81 кг          | Хулио Сесар ла Крус Куба     | Джо Уорд Ирландия                | Эльшод Расулов Узбекистан        |
| до 91 кг          | Евгений Тищенко Россия       | Эрисланди Савон Куба             | Геворг Манукян Украина           |
| до 91 кг          | Евгений Тищенко Россия       | Эрисланди Савон Куба             | Абдулкадир Абдуллаев Азербайджан |
| свыше 91 кг       | Тони Йока Франция            | Иван Дычко Казахстан             | Джозеф Джойс Великобритания      |
| свыше 91 кг       | Тони Йока Франция            | Иван Дычко Казахстан             | Баходир Жалолов Узбекистан       |

## Участвующие страны
В скобках указано число участников.

| - Австралия (9) - Азербайджан (8) - Алжир (7) - Аргентина (6) - Армения (3) - Беларусь (4) - Болгария (4) - Босния и Герцеговина (1) - Ботсвана (2) - Бразилия (4) - Бутан (1) - Вануату (1) - Великобритания (8) - Венгрия (2) - Венесуэла (8) - Гана (4) - Гватемала (1) - Германия (3) - Грузия (3) - Дания (1) - Доминиканская Республика (2) - Египет (4) - Индия (6) - Индонезия (1) - Испания (4) | - Иордания (2) - Ирак (1) - Ирландия (7) - Италия (5) - Казахстан (8) - Канада (1) - Катар (6) - Кения (1) - Кыргызстан (2) - КНДР (1) - Китай (3) - Колумбия (2) - Коста-Рика (1) - Куба (10) - Латвия (1) - Литва (3) - Марокко (8) - Мексика (5) - Молдова (1) - Монголия (4) - Нидерланды (4) - Новая Зеландия (4) - Острова Кайман (1) - Пакистан (1) - Папуа — Новая Гвинея (3) | - Польша (3) - Пуэрто-Рико (2) - Россия (7) - Республика Корея (2) - Румыния (1) - Сирия (2) - Словения (1) - США (4) - Таджикистан (2) - Таиланд (6) - Тринидад и Тобаго (1) - Тунис (1) - Туркменистан (3) - Турция (3) - Уганда (4) - Узбекистан (9) - Украина (9) - Филиппины (2) - Франция (4) - Хорватия (2) - Чехия (1) - Эквадор (3) - Япония (3) |

Самым возрастным участником был угандиец Майкл Секабембе (родился 1 января 1980), самым юным — болгарин Даниел Асенов (родился 17 мая 1997).

## Судьи
- Эмре Айдын
- Сергей Асанов
- Кястутис Багданавичюс
- Мик Баси
- Клаус Бедеман
- Джеймс Беклс
- Хосе Бонет-Ортис
- Ван Дэсинь
- Выонг Чонг Нгиа
- Микки Галлахер
- Ровшан Гусейнов
- Мариуш Гурны
- Хосе Игнасио Дель Пуэрто Труэба
- Тони Жермен
- Николай Каракулов
- Армандо Карбонель Альварадо
- Ким Ён Чжин
- Удени Киридена
- Жасурбек Курбанов
- Энрико Личини
- Фатхи Мадфуа
- Даниэль Макфарлейн
- Владислав Малышев
- Хишем Меншауи
- Хассан Мудрика
- Штефан Нордин
- Херардо Поджи
- Денис Попов
- Аллан Роос
- Рахимжан Рысбаев
- Аннамырат Сахедов
- Фернандо Сервиде
- Хейра Сиди Якуб
- Жонес Кеннеди Силва ду Росарио
- Хишги Хас-Эрдэнэ
- Рене Юст
- Роланд Юхас